# Vrejlevs kyrka
Vrejlev Kirke var från början klosterkyrka till Vrejlev Kloster, som tillhörde premonstratensorden. Klostret upprättades senast på 1250-talet.
Den ursprungliga romanska kyrkan från 1200-talet blev omkring 1400 ombyggd i sengotisk stil och det platta taket ersattes av valvbågar.
Efter reformationen blev klostret herrgård. Kyrkan blev sockenkyrka i Vrejlevs socken och kvarstår idag i stort sett oförändrad från medeltiden. 

## Bildgalleri

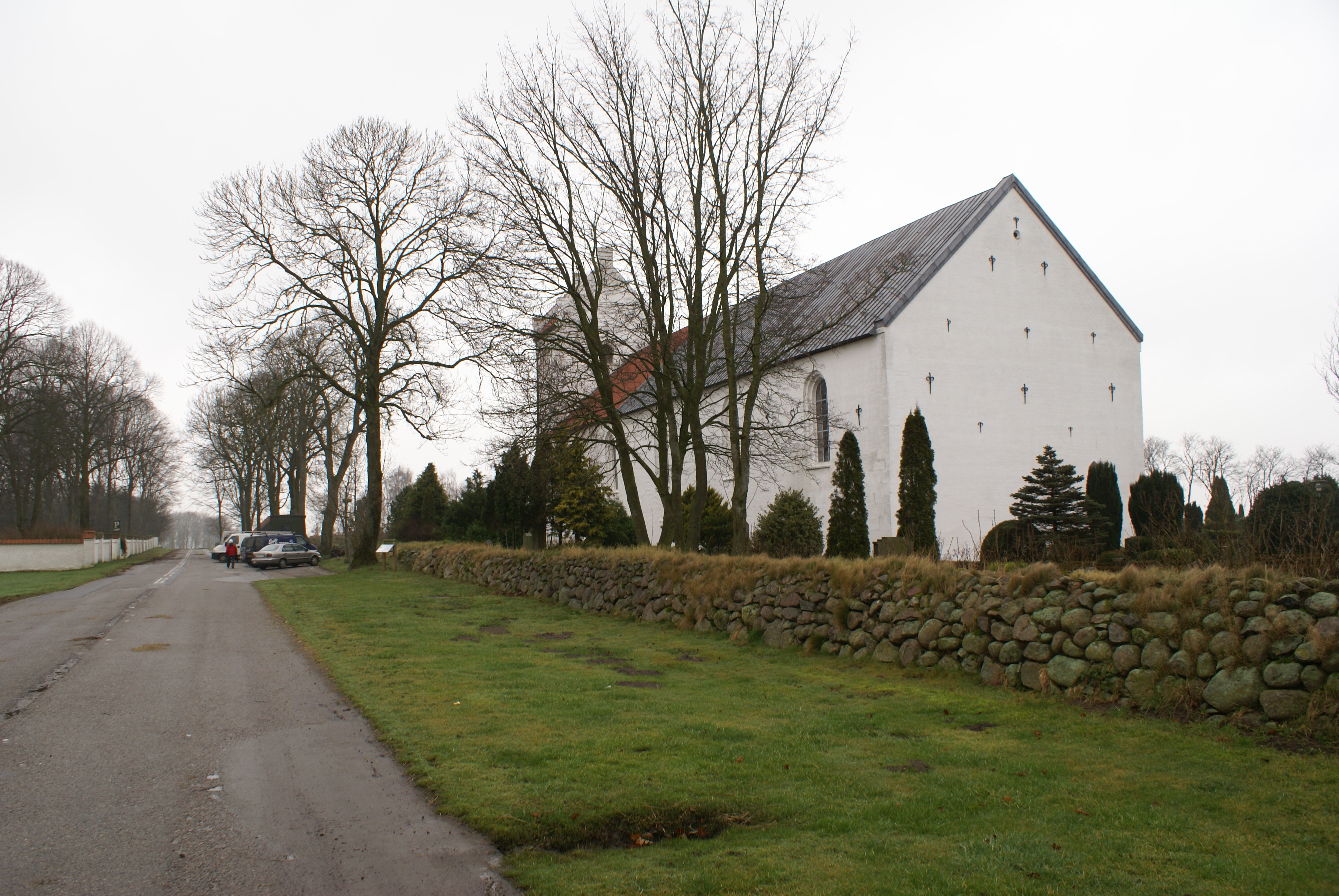
Kyrkan sedd från sydost
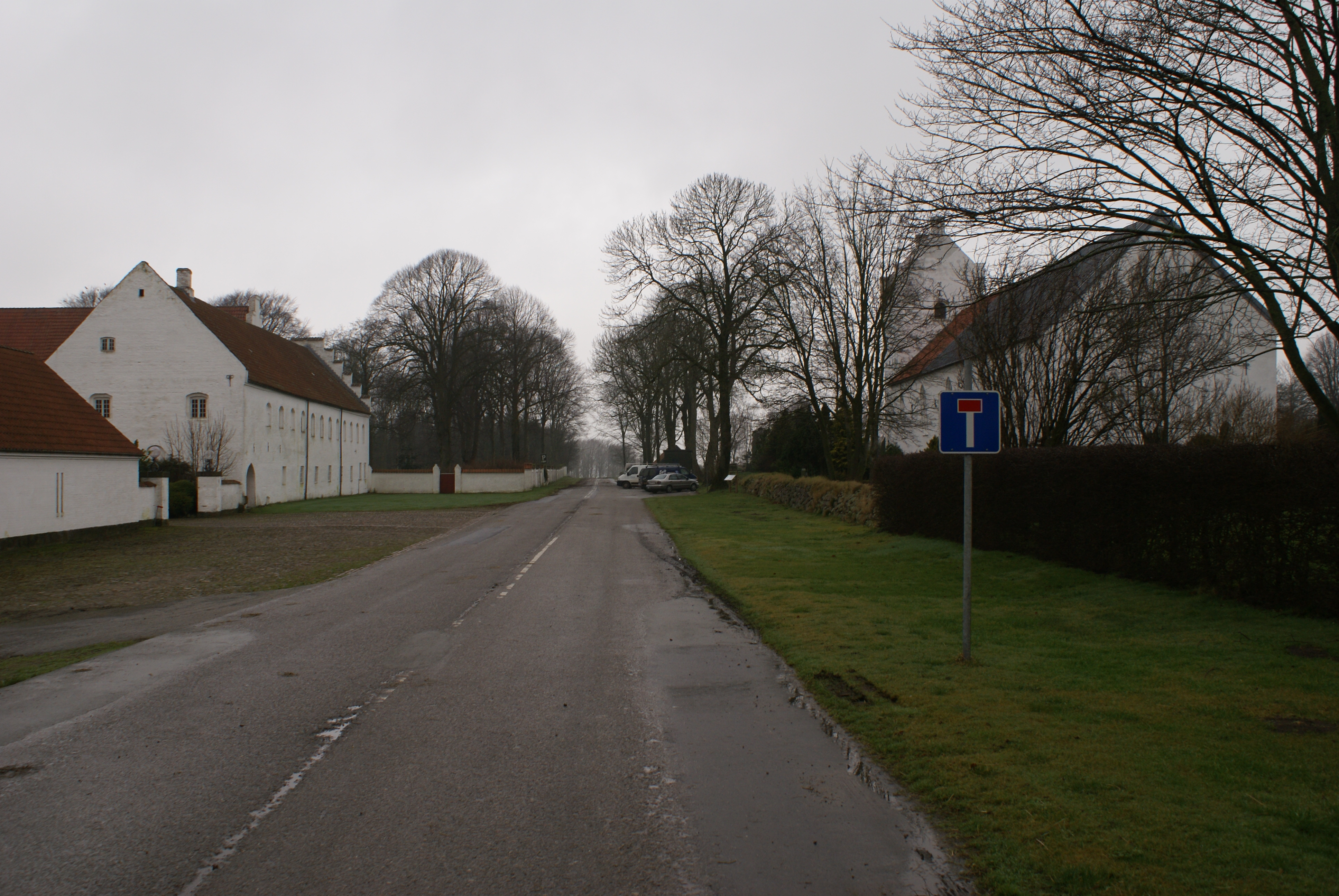
Vägen till kyrkan med Vrejlev Kloster till vänster
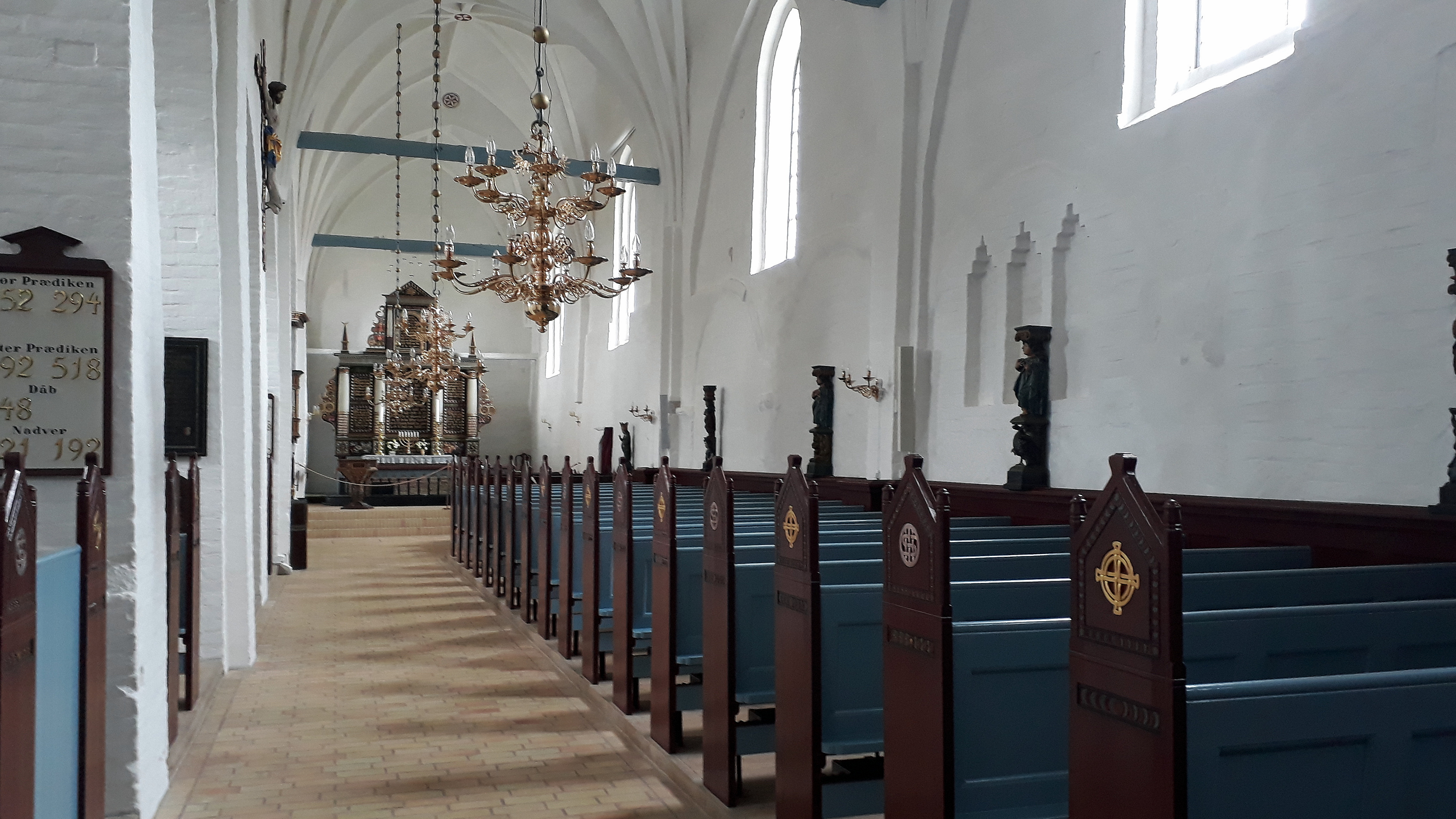
Interiör